# 兔形鼠屬
兔形鼠屬（学名：Mesembriomys）为哺乳綱、囓齒目、鼠科的一屬哺乳动物。而與兔形鼠屬（金背兔形鼠）同科的動物尚有小水鼠屬（小水鼠）、巢鼠屬（巢鼠）、裸尾鼠屬（細裸尾鼠）、小鼩鼠屬（長吻小鼩鼠）等之數種哺乳動物。

## 下属物种
本属包括以下物种：
- 金背兔形鼠 Mesembriomys gouldii (Gray, 1843)，也拼作：Mesembriomys gould (Gray, 1843)
- Mesembriomys macrurus (Peters, 1876)